# 袁崇焕 (1987年电视剧)
《袁崇焕》，是一部中国古裝电视剧，辽宁电视台、辽宁电视剧制作中心、辽宁省兴城市人民政府联合录制，陈家林导演。以抗清名将袁崇焕的故事为背景，是电视剧《努尔哈赤》的姊妹篇，由张孝中、颜彼得、王志华、傅艺伟、田成仁、侯永生主演，共9集，於1987年播出，曾获第九届全国优秀电视剧“飞天奖”提名荣誉奖。

## 演员表
- 张孝中 饰 袁崇焕
- 傅艺伟 饰 兆　惠（袁崇焕之女）
- 颜彼得 饰 满　桂
- 樊志起 饰 祖小镪
- 刘　兵 饰 祖大寿
- 郝铁男 饰 赵率教
- 杨甲申 饰 何可纲
- 李　丹 饰 叶夫人
- 阚振宇 饰 左　辅
- 马连骥 饰 朱　梅
- 姜玉森 饰 金启倧
- 徐德新 饰 余　义
- 李笑臣 饰 刘把总
- 江　金 饰 张老铁
- 刘素洪 饰 祖大寿母
- 杨玉敏 饰 祖夫人
- 傅国清 饰 李溪南
- 王龙江 饰 保　长
- 王志华 饰 崇祯帝
- 周　舟 饰 天启帝
- 雷恪生 饰 杨　春
- 田成仁 饰 孙承宗
- 张鸿鑫 饰 应　坤
- 李　弘 饰 温体仁
- 王　鹰 饰 梁廷栋
- 宋永坤 饰 钱龙锡
- 汤志江 饰 毛文龙
- 汪　杰 饰 魏忠贤
- 林晓兵 饰 毛承祚
- 蒋志杰 饰 孔有德
- 刘　策 饰 薛世贤
- 袁福武 饰 执事太监
- 王　瑛 饰 高　晋
- 徐冬梅 饰 小　翠
- 李恩福 饰 高晋家人
- 刘　威 饰 皇太极（配音：吴俊全）
- 侯永生 饰 努尔哈赤（配音：于振波）
- 于振波 饰 代　善
- 白　杨 饰 阿　敏
- 李中华 饰 莽古尔泰
- 韩　力 饰 范文程
- 黄邦瑞 饰 李喇嘛

## 职员表
- 导演：陈家林
- 编剧：蒋志杰、王明义、安德才
- 摄像：刘建魁
- 美术设计：苑广思